# Могилки (Тверская область)
Могилки — деревня в Рамешковском районе Тверской области.

## География
Находится в восточной части Тверской области на расстоянии приблизительно 3 км на запад по прямой от районного центра поселка Рамешки.

## История
Пустошь с таким названием известна с 1627—1629 годов. В 1678 году уже деревня. В 1859 году в этой русской деревне 51 двор, в 1887 — 82, в 1936 — 80 хозяйств. В советское время работали колхозы «Парижская коммуна», «Комсомолец», «Борьба» и совхоз «Рамешковский». В 2001 году в деревне 3 дома постоянных жителей, 15 домов — собственность наследников и дачников. До 2021 входила в сельское поселение Высоково Рамешковского района до их упразднения.

## Население
| 1859 | 1887 | 1936 | 1989 | 2002 | 2008 | 2010 |
| ---- | ---- | ---- | ---- | ---- | ---- | ---- |
| 381  | ↗448 | ↘294 | ↘10  | ↘2   | ↗9   | ↘1   |